# Wapen van Uithoorn

Wapen van Uithoorn

Het wapen van Uithoorn werd op 11 september 1816 aan de gemeente toegekend.
Het wapen is een zogenaamd sprekend wapen. In het geval van Uithoorn toont het de naam van de gemeente. In dit geval komt een buste van een kind uit de mond van een hoorn.

## Geschiedenis
Het wapen van Uithoorn werd in 1815 door de toenmalig burgemeester aangevraagd. Het wapen zou al sinds lange tijd in gebruik zijn. Het wapen werd op 11 september 1816 aan de gemeente toegekend. In 1978 besloot de gemeenteraad een nieuw wapen aan te vragen. Hiertoe werden er twee ontwerpen ingestuurd.
Het eerste ontwerp had de volgende beschrijving: 
Doorsneden door een dwarsbalk van keel, beladen met een horizontaal geplaatste rozentak van zilver: I Gedeeld: a in azuur een hoorn van goud, beslagen en gesnoerd van keel, waaruit een kinderborstbeeld van natuurlijke kleur komt; b in keel een kogge van goud, varende op een zee, golvend gedwarsbalkt van zilver en azuur van zes stukken; II een krukkenvair van zilver en sabel. Het schild gedekt met een gouden kroon van drie bladeren en twee parels.
Dit wapen bestaat uit het wapen van de oude gemeente Uithoorn gecombineerd met het wapen van Thamen. Uithoorn is in 1820 met de gemeente Thamen gefuseerd. In deel I is a het wapen van Uithoorn, b is het wapen van Thamen. Andere plaatsen in de gemeente zijn ook vertegenwoordigd: het dorp De Kwakel wordt gesymboliseerd door de rozentak, in de gemeente werd vroeger ook veel turf gewonnen, dit wordt gesymboliseerd door de krukkenvair. Dit schip staat ook voor de middeleeuwse scheepvaart op de Amstel. Het geheel wordt gedekt door een gouden kroon van drie bladeren met daartussen twee parels.
De tweede optie had als beschrijving:
Doorsneden: I Gedeeld: a in azuur een hoorn van goud, beslagen en gesnoerd van keel, waaruit een kinderborstbeeld van natuurlijke kleur komt; b in zilver een kogge van sabel met zeilen van keel; II van keel met twee gekruiste rozentakken van zilver. Het schild gedekt met een gouden kroon van drie bladeren en twee parels.
Dit ontwerp heeft in de bovenste helft (I) dezelfde symbolen als de voorgaande optie. Alleen heeft het schip andere kleuren en is het veld waar deze in staat ook anders van kleur. De onderste helft is nu rood van kleur met daarin twee gekruiste zilveren rozentakken. Ook dit schild zou dan gedekt worden door een gouden kroon van drie bladeren met daartussen twee parels.
De Hoge Raad van Adel ging met beide mogelijke ontwerpen niet akkoord en dus behield de gemeente haar oude wapen.

### Nieuw wapen

Wapen per 2020

In 2020 werd ter gelegenheid van het tweehonderdjarig bestaan van de gemeente een wapenvermeerdering aangevraagd bij de Hoge Raad van Adel. Het vorige wapen voldeed niet langer aan de wensen van de gemeente. Op 10 februari werd een besluit genomen om het belang van de sierteelt (De Kwakel) met een rode roos en de Amstel dat Uithoorn en De Kwakel met elkaar verbindt, met een golvende zilveren schildvoet tot uiting te brengen in het wapen. Het wapen is op 19 maart 2020 bij koninklijk besluit verleend.

## Blazoen

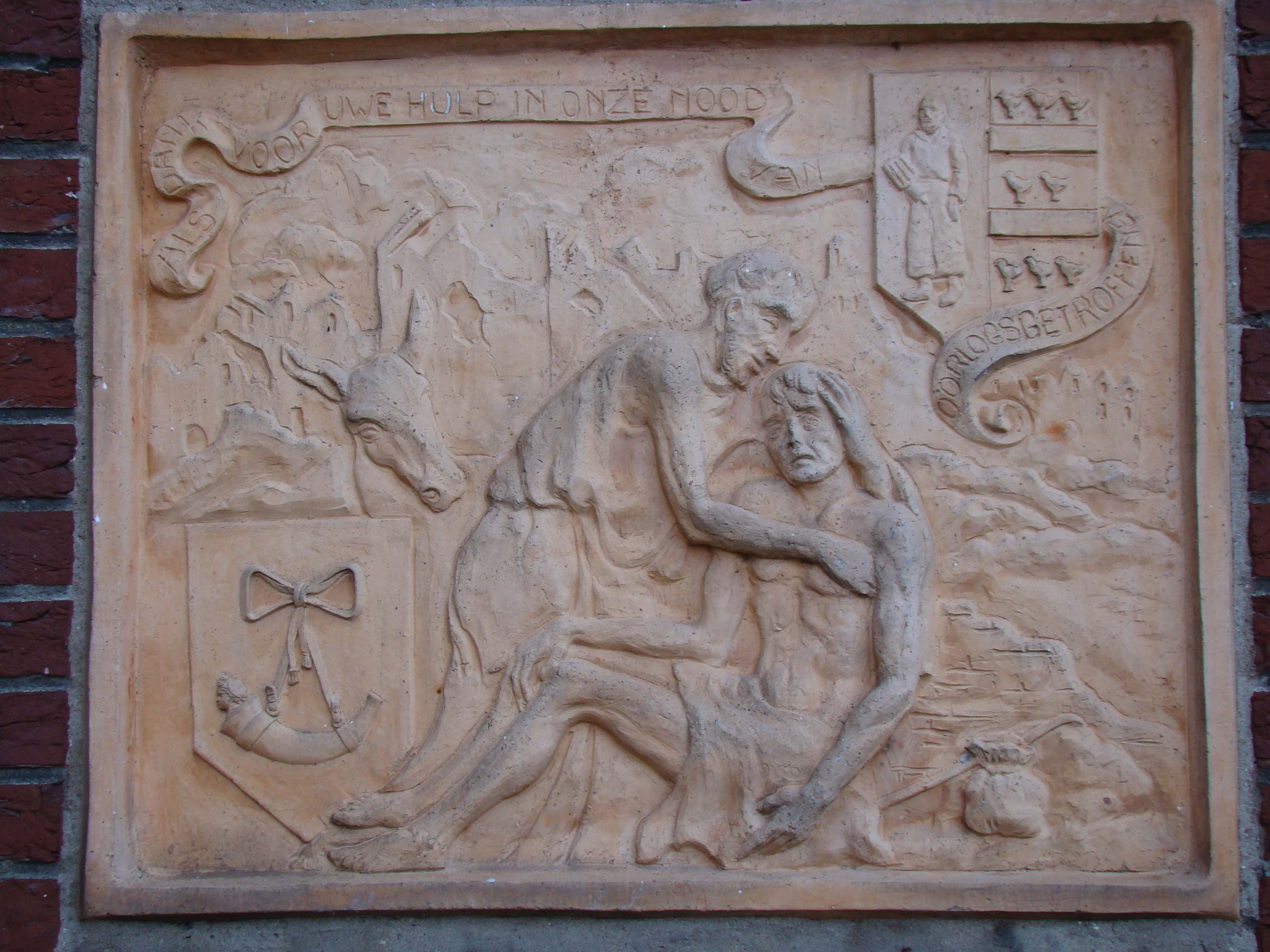
Het wapen op gedenkbord De barmhartige Samaritaan

Het wapen dat sinds 1816 in gebruik is heeft de volgende blazoenering:
Van lazuur met een hoorn van goud, geband van keel, uit de mond van welke is uitkomende een kinderborstbeeld in zijne natuurlijke kleur.
Het wapen van Uithoorn bestaat uit een blauw schild met daarop een gouden hoorn. De hoorn heeft een rode band. Uit de mond van de hoorn komt een kinderborstbeeld, dit beeld is vleeskleurig. Niet vermeld in de beschrijving is het zilveren beslag rondom de hoorn.
De blazoenering van het in 2020 verleende wapen luidt als volgt:
In azuur een hoorn van goud, beslagen van zilver en geband van keel, en uit de mond uitkomend een kinderborstbeeld van natuurlijke kleur; in een golvende schildvoet van zilver een roos van keel, geknopt van goud en gepunt van sinopel. Het schild gedekt met een gouden kroon van drie bladeren en twee parel.
Aalsmeer · Alkmaar · Amstelveen · Amsterdam · Bergen · Beverwijk · Blaricum · Bloemendaal · Castricum · Den Helder · Diemen · Dijk en Waard · Drechterland · Edam-Volendam · Enkhuizen · Gooise Meren · Haarlem · Haarlemmermeer · Heemskerk · Heemstede  · Heiloo · Hilversum · Hollands Kroon · Hoorn · Huizen · Koggenland · Landsmeer · Laren · Medemblik · Oostzaan · Opmeer · Ouder-Amstel · Purmerend · Schagen · Stede Broec · Texel · Uitgeest · Uithoorn · Velsen · Waterland · Wijdemeren · Wormerland · Zaanstad · Zandvoort